# Diaethria eluina
Diaethria eluina là một loài bướm ngày thuộc họ Nymphalidae. Nó được tìm thấy ở Peru to Bolivia và Brasil.
Sải cánh dài khoảng 30–40 mm. Adults are black with a blue band on each wing. The underside is red và white with black stripes.

## Phụ loài
- Diaethria eluina eluina (Brazil (Minas Gerais), Paraguay)
- Diaethria eluina lidwina  (C. & R. Felder, 1862)  (Peru)
- Diaethria eluina splendidus  (Oberthür, 1916)  (Brazil (Goiás))